# Β-玉米赤霉醇
β-玉米赤霉醇（INN，USAN）（英文名Taleranol），是一個屬於与真菌雌激素有關的间羟基苯甲酸内酯的合成非甾体雌激素，出現於镰孢菌，但從未销售。它是α-玉米赤霉醇的β差向异构体，是玉米赤霉醇的一个主要代谢物，但生物活性比它低。  